# Косбулак (Байдібека район)
Косбула́к (каз. Қосбұлақ) — село у складі району Байдібека Туркестанської області Казахстану. Входить до складу Минбулацького сільського округу.
Населення — 501 особа (2021; 480 у 2009, 464 у 1999, 436 у 1989).